# دبلیوای‌اس‌پی-۸
دبلیوای‌اس‌پی-۸ یک ستاره است که در صورت فلکی سنگتراش قرار دارد.